# Solamente ella
 Solamente ella es una película de Argentina filmada en Eastmancolor dirigida por Lucas Demare según su propio guion escrito en colaboración con el guion de Martha Mercader que se estrenó el 25 de septiembre de 1975 y que tuvo como actores principales a Susana Rinaldi, Luis Politti, Nora Cullen y María José Demare.

## Sinopsis
Las desventuras personales de una joven humilde mientras triunfa como cantante de tango.

## Reparto
- Susana Rinaldi
- Luis Politti
- Nora Cullen
- María José Demare
- Aldo Barbero
- Jorge Martínez
- Raul Lavié
- Mario Passano
- Virginia Ameztoy
- Adriana Parets
- Sexteto Tango
- Juan Carlos Copes
- María Nieves
- Luis Orbegoso
- Horacio Nicolai
- Reynaldo Mompel
- Nino Udine
- Jorge Sassi

## Comentarios
Daniel López en La Opinión escribió:

”Lugares comunes y obviedades.”

Ricardo García Olivieri opinó:

”Aparte de los aspectos musicales, logrados a medias, su conocimiento del espíritu ciudadano resulta empañado por un libro vetusto.”

Manrupe y Portela escriben:

”triste película por su antigüedad y moralina. Además un fracaso de Argentina Sono Film en su intento de hacer de Susana Rinaldi una estrella de cine”